# Tore Hadler-Olsen
Tore Hadler-Olsen (Bergen, 7 marzo 1965) è un ex calciatore norvegese, di ruolo centrocampista.

## Carriera

### Club

#### Gli inizi
Hadler-Olsen cominciò la carriera con la maglia del Brann, nel 1982. Nello stesso anno, la squadra centrò l'obiettivo della promozione nella 1. divisjon. Nel 1983, però, non disputò alcun incontro e il Brann retrocesse nella 2. divisjon. Contribuì con 17 reti in 22 partite all'immediato ritorno nella massima divisione. Il 27 aprile 1985, così, poté debuttare nella 1. divisjon: fu titolare nella vittoria per 3-0 sul Vålerengen. Il 10 giugno successivo arrivò la prima rete, nel successo per 3-0 sull'Eik-Tønsberg. Il Brann chiuse la stagione al penultimo posto, retrocedendo nuovamente. Hadler-Olsen vi restò in forza per un'ulteriore stagione, che terminò con la promozione..

#### Start e Tromsø
Il centrocampista passò allo Start, nella 1. divisjon. L'esordio con questa casacca arrivò il 2 maggio 1987, nella vittoria per 1-2 sul campo del Molde. Il 13 giugno siglò il primo gol, nel pareggio per 2-2 contro il Tromsø. Proprio il Tromsø fu la sua squadra successiva, trasferendosi in questa formazione a partire dall'annata seguente. Giocò il primo incontro in data 1º maggio 1988, subentrando ad Erik Pedersen nel pareggio per 1-1 contro il Djerv 1919. Il 12 maggio andò a segno per la prima volta con questa casacca, nel pareggio per 1-1 contro lo Strømmen.

#### Il ritorno al Brann
Nel 1989, ritornò al Brann. Nella stessa stagione, ebbe modo di esordire nelle competizioni europee: disputò infatti due incontri nella Coppa delle Coppe 1989-1990. Nelle prime tre stagioni, giocò quasi la totalità delle partite del Brann, mentre l'ultima annata ebbe minore spazio. Complessivamente, vestì la maglia del Brann in 167 occasioni, mettendo a referto 42 marcature. Di queste, 138 partite e 36 gol nel solo campionato. Furono invece 27 gli incontri nella coppa nazionale, con 6 gol. Le ultime 2 presenze sono quelle nella Coppa delle Coppe.

#### La parte finale della carriera
Hadler-Olsen passò al Fyllingen nel 1993. In quella stagione, non giocò alcun incontro di campionato: il club chiuse all'ultimo posto finale e retrocesse pertanto nella 1. divisjon. Il centrocampista rimase in forza al Fyllingen anche per le due successive stagioni. Nel 1996, si accordò con il Fana.

## Statistiche

### Presenze e reti nei club
| Stagione         | Club             | Campionato       | Campionato | Campionato | Coppe nazionali | Coppe nazionali | Coppe nazionali | Coppe continentali | Coppe continentali | Coppe continentali | Supercoppe | Supercoppe | Supercoppe | Totale | Totale |
| Stagione         | Club             | Comp             | Pres       | Reti       | Comp            | Pres            | Reti            | Comp               | Pres               | Reti               | Comp       | Pres       | Reti       | Pres   | Reti   |
| ---------------- | ---------------- | ---------------- | ---------- | ---------- | --------------- | --------------- | --------------- | ------------------ | ------------------ | ------------------ | ---------- | ---------- | ---------- | ------ | ------ |
| 1982             | Brann            | 2D               | 3          | 0          | CN              | 0               | 0               | -                  | -                  | -                  | -          | -          | -          | 3      | 0      |
| 1983             | Brann            | 1D               | 0          | 0          | CN              | 0               | 0               | -                  | -                  | -                  | -          | -          | -          | 0      | 0      |
| 1984             | Brann            | 2D               | 22         | 17         | CN              | 6               | 4               | -                  | -                  | -                  | -          | -          | -          | 28     | 21     |
| 1985             | Brann            | 1D               | 22         | 4          | CN              | 3               | 0               | -                  | -                  | -                  | -          | -          | -          | 25     | 4      |
| 1986             | Brann            | 2D               | 20         | 3          | CN              | 3               | 0               | -                  | -                  | -                  | -          | -          | -          | 23     | 3      |
| 1987             | Start            | 1D               | 19         | 5          | CN              | ?               | ?               | -                  | -                  | -                  | -          | -          | -          | ?      | ?      |
| 1988             | Tromsø           | 1D               | 20         | 4          | CN              | ?               | ?               | -                  | -                  | -                  | -          | -          | -          | ?      | ?      |
| 1989             | Brann            | 1D               | 22         | 2          | CN              | 2               | 0               | CdC                | 2                  | 0                  | -          | -          | -          | 26     | 2      |
| 1990             | Brann            | 1D               | 22         | 6          | CN              | 6               | 2               | -                  | -                  | -                  | -          | -          | -          | 28     | 8      |
| 1991             | Brann            | ES               | 20         | 4          | CN              | 4               | 0               | -                  | -                  | -                  | -          | -          | -          | 24     | 4      |
| 1992             | Brann            | ES               | 7          | 0          | CN              | 3               | 0               | -                  | -                  | -                  | -          | -          | -          | 10     | 0      |
| Totale Brann     | Totale Brann     | Totale Brann     | 138        | 36         |                 | 27              | 6               |                    | 2                  | 0                  |            | -          | -          | 167    | 42     |
| 1993             | Fyllingen        | ES               | 0          | 0          | CN              | ?               | ?               | -                  | -                  | -                  | -          | -          | -          | ?      | ?      |
| 1994             | Fyllingen        | 1D               | ?          | ?          | CN              | ?               | ?               | -                  | -                  | -                  | -          | -          | -          | ?      | ?      |
| 1995             | Fyllingen        | 1D               | 21         | 9          | CN              | ?               | ?               | -                  | -                  | -                  | -          | -          | -          | ?      | ?      |
| Totale Fyllingen | Totale Fyllingen | Totale Fyllingen | ?          | ?          |                 | ?               | ?               |                    | -                  | -                  |            | -          | -          | ?      | ?      |
| 1996             | Fana             | 1D               | 22         | 6          | CN              | ?               | ?               | -                  | -                  | -                  | -          | -          | -          | ?      | ?      |
| Totale           | Totale           | Totale           | ?          | ?          |                 | ?               | ?               |                    | 2                  | 0                  |            | -          | -          | ?      | ?      |